# Кёйперс, Харм
Харм Кёйперс (нидерл. Harm Kuipers; род. 22 ноября 1947, Norg, Дренте) — нидерландский конькобежец, специализирующийся в классическом многоборье, чемпион мира 1975 года и серебряный призёр 1974 года, серебряный призёр чемпионата Европы 1975 года и бронзовый призёр 1973 года, двукратный чемпион Нидерландов в многоборье.

## Биография
Харм Кёйперс сочетал спорт и учёбу в Гронингенском университете. В 1972 году он ради учёбы решил пропустить Зимние Олимпийские игры 1972, о чём позднее жалел. С 1971 по 1976 он также занимался велосипедным спортом. Кёйперс тренировался самостоятельно. После победы на чемпионате мира в 1975 году он получил степень магистра в области медицины в Гронингенском университете, а в 1983 году степень доктора физиологии в Маастрихтском университете, где занимался научной деятельностью. С 2000 года Харм Кёйперс был советником по вопросам медицины в ИСУ, а также членом Комиссии по медицине и науке Международного олимпийского комитета. В 2010 году у него диагностировали рак простаты, в конце 2011 года диагностировали рак пищевода.

## Спортивные достижения
| Год  | Чемпионат Нидерландов (многоборье) | Чемпионат Европы | ЧМ многоборье | ЧМ спринт |
| ---- | ---------------------------------- | ---------------- | ------------- | --------- |
| 1969 | 14e                                | -                | -             |           |
| 1970 | 9e                                 | -                | -             | -         |
| 1971 | 10e                                | -                | -             | -         |
| 1972 | 4e                                 | DQ4              | -             | -         |
| 1973 | 4e                                 | 3                | 4e            | -         |
| 1974 | 1                                  | 4e               | 2             | -         |
| 1975 | 1                                  | 2                | 3             | 14e       |

- DQ = дисквалификация на дистанции 10 000 м